# Castello di Fallersleben
Il castello di Fallersleben (in tedesco Schloss Fallersleben) si trova a Wolfsburg, nello stato tedesco della Bassa Sassonia e, insieme ai castelli di Neuhaus e Wolfsburg, è uno degli edifici storici più importanti della città. Si trova nel distretto di Fallersleben e costituisce un'ambientazione storica insieme al lago del castello, alla chiesa di San Michele e alla Vecchia Birreria.

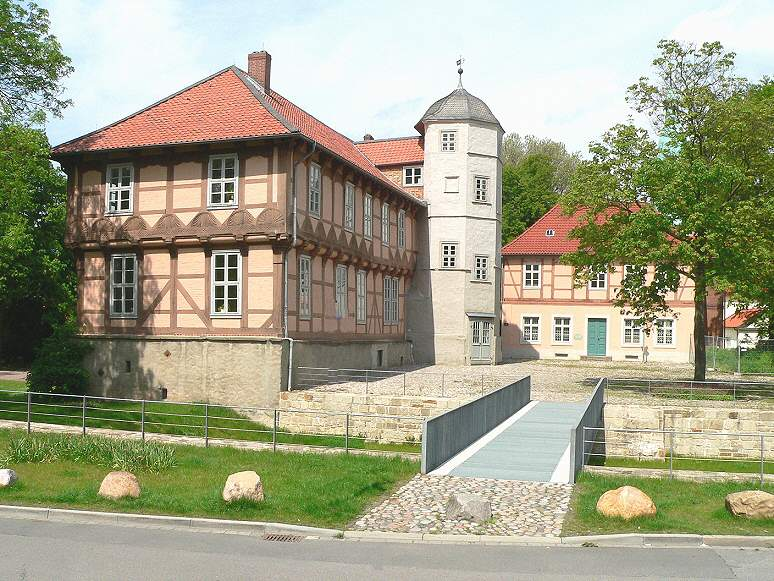
Veduta del Castello di Fallersleben

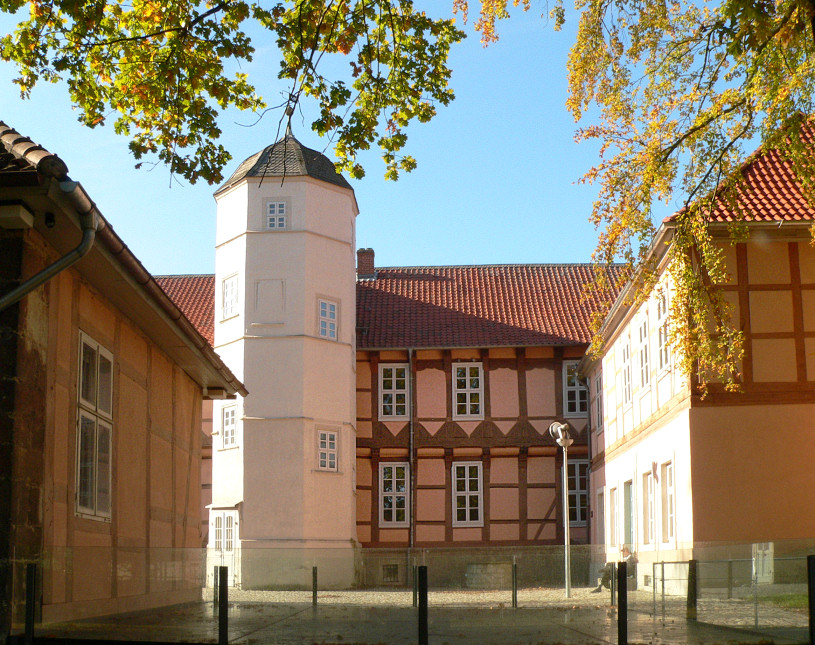
Veduta della corte interna del castello

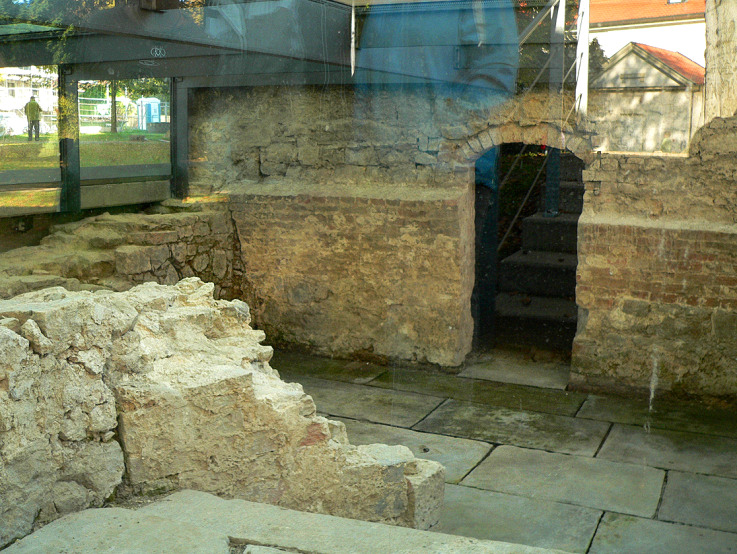
Fondamenta del castello

## Descrizione
Il castello fu costruito dal 1520 al 1551, dopo che il suo predecessore era stato distrutto durante il feudo diocesano di Hildesheim (1518-23). Originariamente era disposto a ferro di cavallo con il cortile aperto sul lato sud. Nel 1760 il castello era circondato da un fossato largo circa 12 metri e profondo 5 metri. L'accesso era possibile solo attraverso due ponti. Un ponte e un tratto del fossato sono stati ricostruiti nel 1998 sulla base di scavi archeologici. Prima di allora il suo carattere di Wasserschloss (castello d'acqua) era a malapena riconoscibile perché i fossati erano stati riempiti. Delle tre ali originarie del castello, si è conservata solo l'ala ovest, con la sua torre con scala a chiocciola, nel cortile interno. Si tratta di un edificio a graticcio lungo circa 40 metri su fondamenta in pietra. Vi è anche una corte reale, la Kavaliershaus.
Negli antichi edifici del castello si trovavano 16 salotti (salotto (Hofestube), camera da letto (Schlafkammer), appartamento (Gemach), camera delle giovani donne (Jungfrauen-Stube)), nonché le stanze per i funzionari, il personale di cucina (Wirtschaftspersonal), l'armeria (Rüstkammer) e la stanza dell'argento (Silberkammer) della sede ducale. Al castello appartenevano numerosi edifici annessi, come la Vecchia Birreria, e vaste tenute che furono poi convertite in un dominio ducale (Domäne). 

## Storia
Il castello di Fallersleben, come quello di Gifhorn, era di proprietà del duca Francesco di Brunswick-Lüneburg (1508-49). Tuttavia, egli morì mentre veniva costruito, all'età di 41 anni. Dal 1539 governò il Ducato di Gifhorn, nel quale si trovava Fallersleben, dalla sua sede ducale di Gifhorn. Francesco introdusse la Riforma protestante nello Stato. Sua moglie era Clara di Saxe-Lauenburg, figlia del duca Magnus I di Saxe-Lauenburg. Dopo la morte del marito Francesco, le fu dato in dote il castello e ne completò la costruzione nel 1551. Visse per oltre 27 anni a Fallersleben e generò un boom nella piccola città di Fallersleben (nel 1555 fu introdotta la moneta (Münzordnung), nel 1573 un sistema di mercato (Marktordnung), un birrificio (Brauordnung) ecc.) Morì nel 1576 durante una visita a Barth, in Germania, e fu sepolta lì. Dopo la sua morte, il castello fu abitato da un Drost (direttore). I lavori di ristrutturazione furono eseguiti nel 1616 dal duca Cristiano di Brunswick-Lüneburg, nel 1636 dal duca Augusto di Brunswick-Lüneburg e nel 1649 dal duca Federico IV di Brunswick-Lüneburg. A metà del XVII secolo la residenza ducale fu abbandonata e l'edificio principale del castello divenne la sede di un ufficio in cui, a partire dal 1855, furono ospitate le autorità civili (ufficio finanziario, tribunale, municipio).
Dal 1991 i sotterranei del castello ospitano il museo dedicato a Hoffmann von Fallersleben, un museo sulla storia della letteratura e della democrazia tedesca del XIX secolo. Il museo illustra la vita dei poeti del Deutschlandlied e la storia dei suoi Kinderlieder. Al piano superiore si trova una galleria d'arte con dipinti di Franz Hoffmann-Fallersleben (unico figlio di Hoffmann von Fallersleben).